# Tetragonia virgata
Tetragonia virgata är en isörtsväxtart som beskrevs av Schlechter. Tetragonia virgata ingår i släktet tetragonior, och familjen isörtsväxter. Inga underarter finns listade i Catalogue of Life.